# Théorème de Cramér
En mathématiques et plus particulièrement en théorie des probabilités, le théorème de Cramér (du mathématicien Harald Cramér) donne une estimation de la probabilité qu'une marche aléatoire Sn dépasse des valeurs de l'ordre de n.
Ce théorème est un exemple du principe de grandes déviations appliqué à des sommes i.i.d de variables aléatoires. 

## Enoncés

### Enoncé simple
Soit {\displaystyle X,X_{1},X_{2},\dots } des variables aléatoires indépendantes et identiquement distribuées (i.i.d). Notons {\displaystyle K} la fonction génératrice des cumulants de {\displaystyle X}, c'est-à-dire :
{\displaystyle K(t)=\ln \mathbb {E} [e^{tX}]\in \mathbb {R} \cup \{+\infty \}~~~\forall t\in \mathbb {R} }.
On note également {\displaystyle K^{*}} la transformée de Legendre de {\displaystyle K}, c'est-à-dire :
{\displaystyle K^{*}(x)=\sup _{t\in \mathbb {R} }\,\{tx-K(t)\}~~~\forall x\in \mathbb {R} }.
On dit aussi que {\displaystyle K^{*}} est la transformée de Cramér de {\displaystyle X}. Enfin on note {\displaystyle S_{n}=X_{1}+\dots +X_{n}~\forall n\geq 1}. Le théorème de Cramér énonce alors la chose suivante :
Théorème de Cramér (1938) — Si {\displaystyle K(t)<\infty } pour tout {\displaystyle t\in \mathbb {R} } alors pour tout {\displaystyle x>\mathbb {E} [X]} on a 
En fait sous les hypothèses du théorème on a que pour tout {\displaystyle x\in \mathbb {R} } :
{\displaystyle {\frac {1}{n}}\ln \mathbb {P} (S_{n}\geq nx)~{\xrightarrow[{n\to \infty }]{}}-\inf _{y\geq x}K^{*}(y)=\left\{{\begin{array}{ll}-K^{*}(x)&{\text{ si }}x>\mathbb {E} [X]\\0&{\text{ sinon}}\end{array}}\right.}
Cela vient du fait que la transformée de Cramér {\displaystyle K^{*}} de {\displaystyle X} est positive, nulle en la moyenne {\displaystyle x=\mathbb {E} [X]}, décroissante avant la moyenne et croissante après.
Sous les hypothèses du théorème on a que {\displaystyle K^{*}} est une bonne fonction de taux convexe.

### Enoncé en termes de principe de grandes déviations
Le théorème de Cramér peut s'énoncer dans le cadre plus général du principe de grandes déviations. Notons {\displaystyle \mu _{n}} la loi de {\displaystyle {\frac {S_{n}}{n}}}.
Théorème — Si {\displaystyle K(t)<\infty } pour tout {\displaystyle t\in \mathbb {R} } alors {\displaystyle \left(\mu _{n}\right)} satisfait un principe de grande déviation avec pour taux la fonction {\displaystyle K^{*}}.
Plus précisément, cet énoncé signifie que si {\displaystyle K(t)<\infty } pour tout {\displaystyle t\in \mathbb {R} } alors les deux propriétés suivantes sont vérifiées :
- Pour tout ouvert {\displaystyle U\subset \mathbb {R} }, {\displaystyle \liminf _{n\to \infty }{\frac {1}{n}}\ln \mathbb {P} \left({\frac {S_{n}}{n}}\in U\right)\geq -\inf _{U}K^{*}}.
- Pour tout fermé {\displaystyle F\subset \mathbb {R} }, {\displaystyle \limsup _{n\to \infty }{\frac {1}{n}}\ln \mathbb {P} \left({\frac {S_{n}}{n}}\in F\right)\leq -\inf _{F}K^{*}}.

Où l'on considère par convention que {\displaystyle \ln(0)=-\infty }.

## Généralisations

### Affaiblissement des conditions de finitude
Le théorème de Cramér (son énoncé simple ainsi que son énoncé en termes de principe de grandes déviations) reste vrai même en retirant la condition de finitude sur la fonction génératrice des cumulants {\displaystyle K}. Le théorème peut donc être vrai même si {\displaystyle X} n'admet pas d'espérance finie.
A noter que si {\displaystyle K(t)=+\infty } pour tout {\displaystyle t\neq 0} alors {\displaystyle K^{*}\equiv 0}. Dans ce cas l'inégalité de la limite supérieure pour tout fermé est triviale.
Sans l'hypothèse de finitude, {\displaystyle K^{*}} n'est plus qu'une fonction de taux convexe (elle n'est plus forcément bonne).

### Pour des variables à valeurs dans un espace vectoriel de dimension finie
Il est possible de généraliser le théorème de Cramér lorsque {\displaystyle X,X_{1},X_{2},\dots } sont i.i.d à valeurs dans {\displaystyle \mathbb {R} ^{d}} et non plus dans {\displaystyle \mathbb {R} } comme précédemment. Dans ce cas il faut généraliser la définition de {\displaystyle K}. Plus précisément on considère 
{\displaystyle K(t)=\ln \mathbb {E} [e^{\langle t,X\rangle }]\in \mathbb {R} \cup \{+\infty \}~~~\forall t\in \mathbb {R} ^{d}}
ainsi que
{\displaystyle K^{*}(x)=\sup _{t\in \mathbb {R} ^{d}}\,\{\langle t,x\rangle -K(t)\}~~~\forall x\in \mathbb {R} ^{d}}
où {\displaystyle \langle \cdot ,\cdot \rangle } désigne le produit scalaire canonique sur {\displaystyle \mathbb {R} ^{d}}. Dans ce cadre plus général la fonction {\displaystyle K^{*}} est appelée la transformée de Legendre-Fenchel de {\displaystyle K}. Notons enfin {\displaystyle D_{K}} l'ensemble des points {\displaystyle t\in \mathbb {R} ^{d}} où {\displaystyle K} est fini et {\displaystyle D_{K}^{\mathrm {o} }} son intérieur. On a alors le théorème suivant
Théorème — Si {\displaystyle 0\in D_{K}^{\mathrm {o} }} alors {\displaystyle \left(\mu _{n}\right)} satisfait un principe de grande déviation avec pour taux la fonction {\displaystyle K^{*}}.
Sous ces hypothèses la fonction {\displaystyle K^{*}} est une bonne fonction de taux convexe.
Même sans l'hypothèse du théorème, à savoir {\displaystyle 0\in D_{K}^{\mathrm {o} }}, il est toujours vrai que pour tout {\displaystyle U\subset \mathbb {R} ^{d}} ouvert convexe :
{\displaystyle {\frac {1}{n}}\ln \mathbb {P} \left({\frac {S_{n}}{n}}\in U\right)~{\xrightarrow[{n\to \infty }]{}}-\inf _{U}K^{*}}.

### Pour des variables dépendantes
Le théorème de Gärtner-Ellis permet de généraliser les résultats pour des variables dépendantes vérifiant certaines hypothèses. En fait le théorème de Gärtner-Ellis s'inscrit dans le cadre d'une suite de variables aléatoires {\displaystyle (S_{n})_{n\geq 1}} à valeurs dans {\displaystyle \mathbb {R} ^{d}} qui ne s'interprète pas forcément comme une marche aléatoire.